# Estampie
Estampie (Pháp: estampie; Occitan-Catalan: estampida; Ý:istampitte) là một điệu nhảy, hình thức âm nhạc và là một phong cách phổ biến vào thế kỷ 13 và 14.
Bài hát đầu tiên dựa trên giai điệu này là Kalenda Maya do hát rong Raimbaut de Vaquerias (1180-1207) sáng tác.